# Mamíferos modificados genéticamente
Los mamíferos modificados genéticamente son mamíferos que han sido manipulados genéticamente. Constituyen una categoría importante de organismos modificados genéticamente. La mayoría de las investigaciones con mamíferos modificados genéticamente se realizan con ratones, pero los intentos de producir animales knockout en otras especies de mamíferos se ven limitados por la incapacidad de derivar y cultivar de forma estable células madre embrionarias.

## Uso
La mayoría de los mamíferos modificados genéticamente se utilizan en investigación para investigar los cambios en el fenotipo cuando se alteran genes específicos. Esto puede servir para descubrir la función de un gen desconocido, las interacciones genéticas que se producen o dónde se expresa el gen. La modificación genética también puede producir mamíferos susceptibles a determinados compuestos o tensiones para someterlos a pruebas de investigación biomédica. Algunos mamíferos modificados genéticamente se utilizan como modelos de enfermedades humanas y en ellos se pueden probar primero posibles tratamientos y curas. Otros mamíferos han sido modificados genéticamente con el objetivo de aumentar potencialmente su uso para la medicina y la industria. Por ejemplo, cerdos que expresan antígenos humanos para aumentar el éxito de los xenotrasplantes o mamíferos lactantes que expresan proteínas útiles en su leche.

## Ratones
Los ratones modificados genéticamente se utilizan a menudo para estudiar las respuestas celulares y tisulares específicas a las enfermedades (ratón knockout). Esto es posible porque se pueden crear ratones con las mismas mutaciones que se producen en los trastornos genéticos humanos. La producción de la enfermedad humana en estos ratones permite ensayar tratamientos
El oncomouse es un tipo de ratón de laboratorio que ha sido modificado genéticamente desarrollado por Philip Leder y Timothy A. Stewart de la Universidad de Harvard para portar un gen específico llamado oncogén activado.
Los superratones metabólicos son la creación de un equipo de científicos estadounidenses dirigido por Richard Hanson, profesor de bioquímica en la Universidad Case Western Reserve en Cleveland, Ohio. El objetivo de la investigación era obtener una mayor comprensión de la enzima PEPCK-C, que está presente principalmente en el hígado y los riñones.

## Ratas
Una rata knockout es una rata con una interrupción de un solo gen que se utiliza para la investigación académica y farmacéutica.

## Cabras
BioSteel es una marca comercial para un material de fibra de alta resistencia hecho de proteína recombinante similar a la seda de araña extraída de la leche de cabras transgénicas, fabricada por Nexia Biotechnologies. Antes de su quiebra, la empresa logró generar líneas distintas de cabras que producían en su leche versiones recombinantes de las proteínas de la seda   MaSpI o MaSpII, respectivamente.

## Cerdos
El enviropig es la marca comercial de una línea genéticamente modificada de cerdos Yorkshire con la capacidad de digerir fósforo vegetal de manera más eficiente que los cerdos ordinarios no modificados que se desarrolló en la Universidad de Guelph. Los enviropigs producen la enzima fitasa en las glándulas salivales que se secreta en la saliva.
En 2006, los científicos del Departamento de Ciencia y Tecnología Animal de la Universidad Nacional de Taiwán lograron criar tres cerdos de color verde brillante utilizando proteína verde fluorescente. Los cerdos fluorescentes se pueden utilizar para estudiar trasplantes de órganos humanos, regeneración de células fotorreceptoras oculares, células neuronales en el cerebro, medicina regenerativa a través de células madre, ingeniería de tejidos, y otras enfermedades.
En 2015, los investigadores del Instituto de Genómica de Beijing utilizaron nucleasas efectoras similares a activadores de transcripción para crear una versión en miniatura de la raza de cerdos Bama y los ofrecieron a la venta a los consumidores.
En 2017, científicos del Instituto Roslin de la Universidad de Edimburgo, en colaboración con Genus, informaron que habían criado cerdos con un gen CD163 modificado. Estos cerdos eran completamente resistentes al Síndrome Reproductivo y Respiratorio Porcino, enfermedad que causa grandes pérdidas en la industria porcina mundial.

## Ganadería
En 1991, Herman the Bull fue el primer bovino genéticamente modificado o transgénico del mundo. El anuncio de la creación de Herman generó una gran controversia.
En 2016, Jayne Raper y su equipo anunciaron la primera vaca transgénica tripanotolerante del mundo. Este equipo, integrado por el Instituto Internacional de Investigación Ganadera, el Colegio Rural de Escocia, el Centro de Genética y Salud del Ganado Tropical del Instituto Roslin y la Universidad de la Ciudad de Nueva York, anunció que había nacido un toro Boran de Kenia que ya había tenido dos hijos. Tumaini – llamado así por la palabra suajili para "esperanza" –había recibido un factor tripanolítico de un babuino mediante CRISPR/Cas9.

## Perros
Ruppy (abreviatura de Ruby Puppy) fue en 2009 el primer perro modificado genéticamente del mundo. Ruppy, un beagle clonado, y otros cuatro beagles produjeron una proteína fluorescente que brillaba en rojo al ser excitada con luz ultravioleta. Se esperaba utilizar este procedimiento para investigar el efecto de la hormona estrógeno en la fertilidad.
Un equipo de China informó en 2015 de que había manipulado genéticamente beagles para que tuvieran el doble de la masa muscular normal, insertando una mutación genética natural de la miostatina tomada de los lebreles.

## Primates
En 2009, científicos japoneses anunciaron que habían logrado transferir un gen a una especie de primate (el tití) y producir por primera vez una línea estable de primates transgénicos reproductores. Se esperaba que esto ayudara a la investigación de enfermedades humanas que no pueden estudiarse en ratones, por ejemplo la enfermedad de Huntington, los accidentes cerebrovasculares, la enfermedad de Alzheimer y la esquizofrenia.

## Gatos
En 2011, un equipo japonés-estadounidense creó gatos verdes fluorescentes modificados genéticamente para estudiar el VIH/SIDA y otras enfermedades, ya que el virus de la inmunodeficiencia felina (FIV) está relacionado con el VIH.